# Guillaume Ochala
Guillaume Ochala  est un joueur français de volley-ball né le 16 mai 1989. Il mesure 2,02 m et joue attaquant.Ancien international Cadet puis Junior de 2004 à 2007.

## Clubs
| Club                 | Pays   | De        | À         |
| -------------------- | ------ | --------- | --------- |
| Club Alès CVB        | France | 2007-2008 | 2008-2009 |
| EV Beaucourt-Sochaux | France | 2009-2010 |           |

## Palmarès
- Championnat de France Pro B (1)
  - Vainqueur : 2008